# Nikolaj Krylov

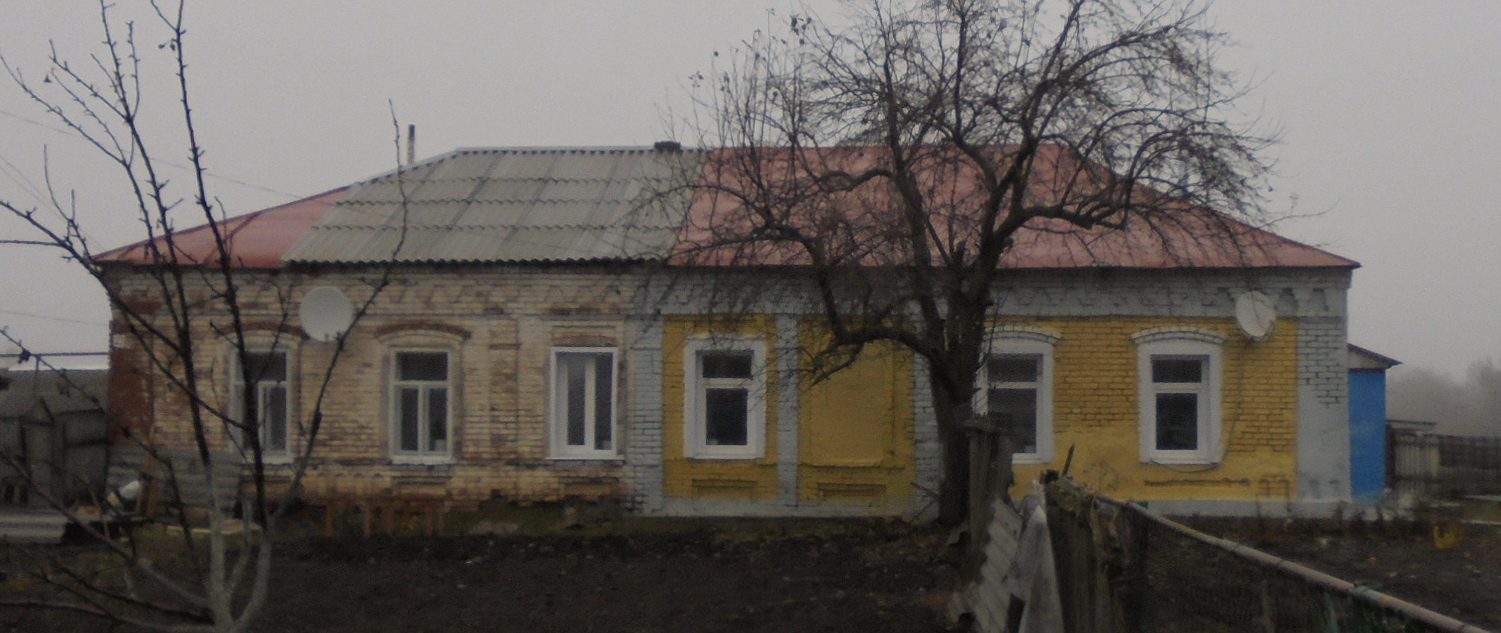
geboortehuis van Krylov

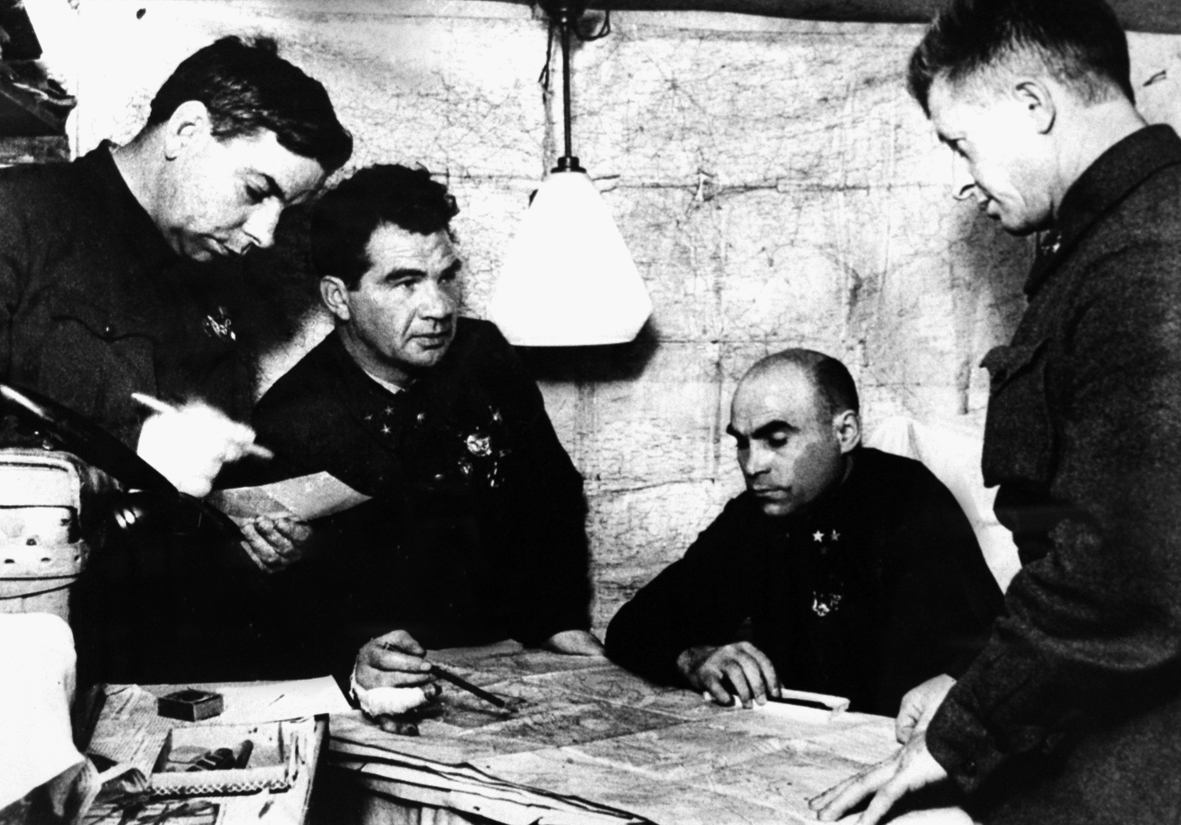
Krylov (links) met Vasili Tsjoejkov, Koezma Goerov en Aleksandr Rodimtsev in december 1942 te Stalingrad, commandopost van het 62e Leger

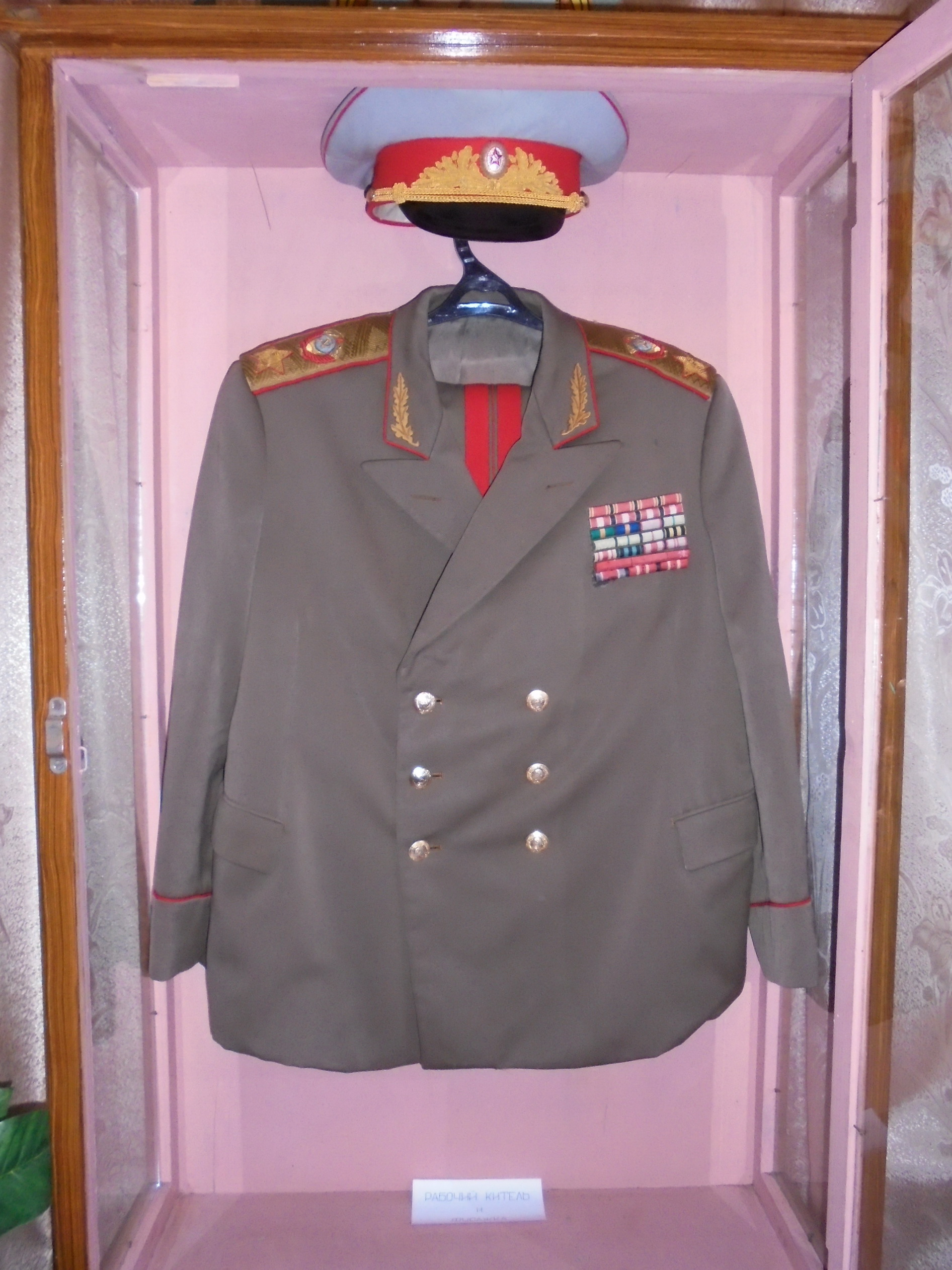
Werkuniform van Krylov

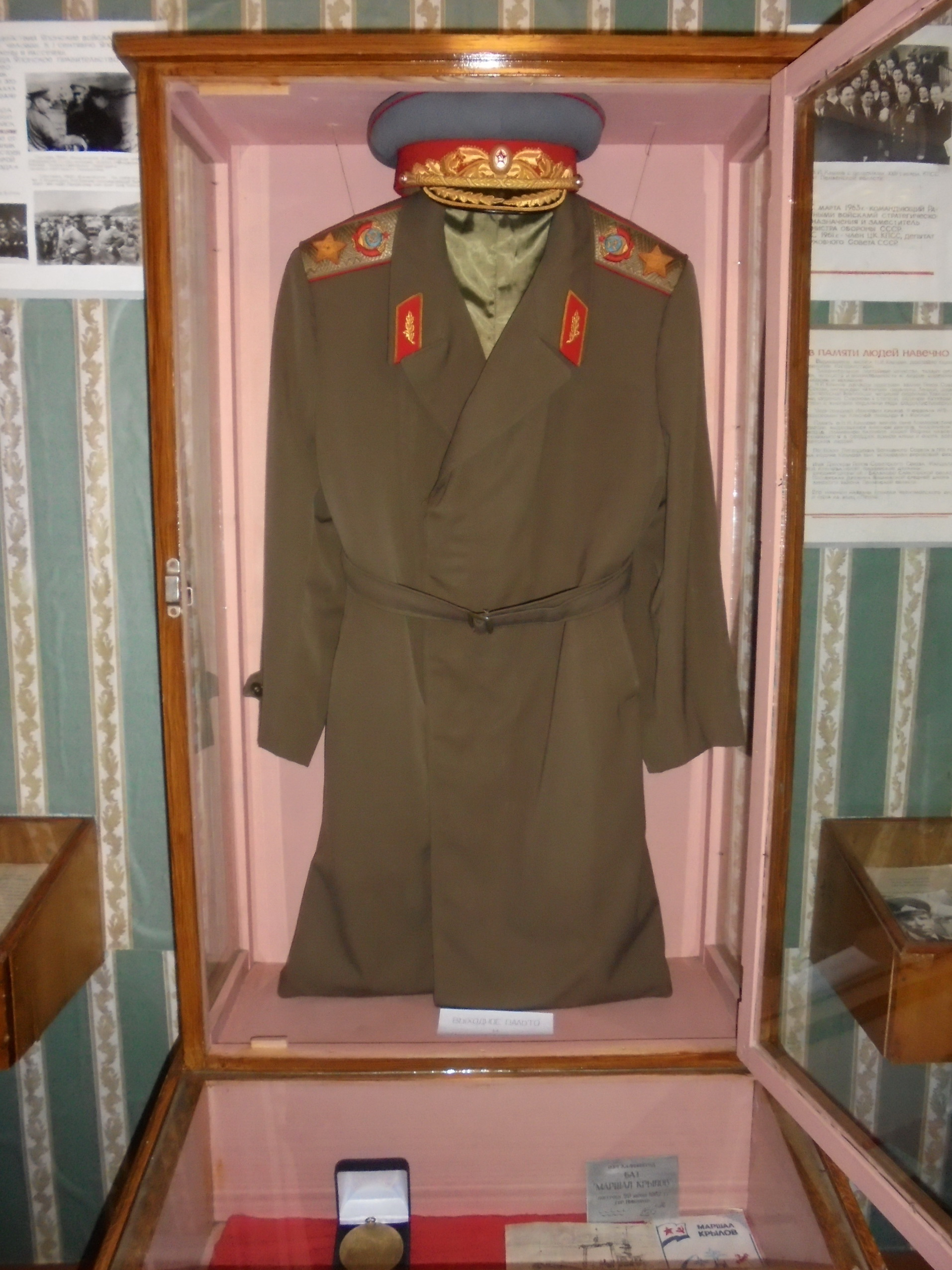
Uitgangsuniform van Krylov

Nikolaj Ivanovitsj Krylov (Russisch: Крылов, Николай Иванович) (Goljajevka, Gouvernement Saratov, 16 april 1903 – Moskou, 9 februari 1972) was een Maarschalk van de Sovjet-Unie en tweemaal Held van de Sovjet-Unie die vocht in de Tweede Wereldoorlog en nadien hoofd werd van de strategische raketstrijdkrachten.

## Jeugd
Nikolaj werd geboren in een gezin van onderwijzers op het platteland.
In 1918 ging hij bij de Komsomol en hij werd de secretaris van de provinciale cel. Hij was ook vrijwilliger bij het detachement Rode Garde van de Komsomol.
In 1919 werd hij ingelijfd bij de luchtmacht van het Zuidelijk Front, maar hij werd ziek en ging daarom terug naar zijn ouders. Hij legde examen af, slaagde en haalde een diploma middelbaar onderwijs.

## Russische Burgeroorlog
In 1920 volgde hij te Saratov cursussen over infanterie en machinegeweer en dan werd hij commandant van een peloton fuseliers en vervolgens van een compagnie van de 28e divisie fuseliers genoemd naar V. M. Azin. 
In het 11e leger vocht hij aan het zuidelijk front. In 1920 was hij betrokken bij de Sovjet verovering van Democratische Republiek Azerbeidzjan en in februari 1921 van de Democratische Republiek Georgië. 
Later in 1921 werd hij overgeplaatst naar het Verre Oosten als commandant van een bataljon fuseliers. In het 3e Regiment Boven Oeda van de 1e Pacifische divisie van het Revolutionaire Volksleger van de Verre-Oostelijke Republiek. 
In 1922 viel hij Spassk-Dalni aan en bevrijdde Nikolsk-Oessoeriejsk en Vladivostok.

## Interbellum
Na de burgeroorlog bleef Krylov in het Rode Leger in het Verre Oosten.
In 1923 was hij commandant van een bataljon fuseliers en assistent-stafchef van een regiment fuseliers.
In 1927 werd hij lid van de Communistische Partij van de Sovjet-Unie.
In augustus 1928 studeerde hij af aan de zogenaamde "SjOT" en "Vystrel" vervolgopleidingen voor de commandostaf van het Rode Leger. 
In 1929 werd hij stafchef van het regiment fuseliers van de 1e Pacifische divisie.
In 1931 was hij commandant van een bataljon in het versterkte gebied van Blagovesjtsjensk.
In 1936 was hij stafchef van het versterkte gebied van Blagovesjtsjensk.
In 1939 werd hij te Stavropol hoofd van de afdeling OSOAVIAChIM, het genootschap voor bijstand van verdediging, luchtvaart en scheikunde. 
In mei 1941 werd hij stafchef van het versterkte gebied van de Donau in het zuidelijke deel van de Sovjet-Roemeense grens in het militair district Odessa.

## Tweede Wereldoorlog
Op de eerste dag van de Tweede Wereldoorlog vocht hij tegen Roemeense troepen, die de grens probeerden over te steken. Toen de dreiging bestond dat Odessa door de vijand zou worden ingenomen, trok hij grenstroepen terug naar Odessa en werd Krylov begin juli 1941 aangesteld als plaatsvervangend hoofd van de operationele afdeling van het maritiem leger. Ondanks een tekort aan commandanten in het omsingelde Odessa, werd hij op 11 augustus het hoofd van de operationele afdeling van het leger en vanaf 21 augustus de stafchef van het maritiem leger. In deze positie verdedigde hij van het begin tot het einde Odessa en Sebastopol. 
Op 8 januari 1942 raakte hij gewond tijdens beschietingen terwijl hij vertrok naar troepen in de buurt van Sebastopol. Hij werd om medische redenen geëvacueerd, maar op aandringen van de legeraanvoerder, generaal-majoor Ivan Petrov, werd hij in de stad achtergelaten. Eind maart verrichtte hij opnieuw personeelswerk, maar de wond die niet genas veroorzaakte zijn hele leven pijn. In de laatste dagen werd hij alsnog geëvacueerd met een onderzeeboot.
Daarna zat hij meer dan een maand in de reserve en schreef hij een rapport over de verdediging van Sevastopol. In augustus 1942 werd hij benoemd tot stafchef van het 1e Garde Leger, maar een paar dagen later werd hij met spoed naar Stalingrad ontboden en benoemd tot stafchef van het 62e Leger, dat maandenlang vocht in de straten. Vóór de komst van de nieuwe commandant, Vasili Tsjoejkov, voerde hij bijna een maand lang het bevel over het leger. Tijdens de slag om Stalingrad bleef hij met zijn hoofdkwartier in de stad op 800 m van de vijandelijke stellingen. Daar werd hij een goede vriend van Vasili Tsjoejkov, en gedurende vele maanden was Nikita Chroesjtsjov zijn baas als lid van de Militaire Raad van het Stalingrad Front.
Na de overwinning bij Stalingrad werd Krylov in mei 1943 aangesteld als commandant van de troepen van het 3e reserveleger van Stavka.
Sinds juli 1943 was hij commandant van het 21e leger van het Westelijk Front. Vanaf oktober 1943 nam hij als commandant van het 5e leger aan het Westelijk Front deel aan de Orsja-operatie en de Vitebsk-operatie. Het leger werd vervolgens overgebracht naar het 3e Wit-Russische Front. Aan het hoofd van dit leger bleek het talent voor militair leiderschap van Krylov. Tijdens de Wit-Russische strategische operatie van 1944 rukten eenheden van het leger met succes op nabij Vitebsk, Orsja, Minsk, bestormden Vilnius en sloegen vijandelijke tegenaanvallen bij Kaunas af. 
Bij decreet van het Presidium van de Opperste Sovjet van 19 april 1945 werd hij Held van de Sovjet-Unie "voor uitstekende aansturing van de troepen tijdens de Wit-Russische operatie" en op 15 juli 1944 werd hij kolonel-generaal.
In oktober - december 1944 lag hij twee maanden in een ziekenhuis in Moskou omdat zijn oude wond uit 1942 terug open was, daarna keerde hij terug naar de post van commandant en onderscheidde zich in het Oost-Pruisenoffensief.

## Oorlog tegen Japan
Na de overwinning op Duitsland werd het 5e leger op volle sterkte overgebracht naar het Russische Verre Oosten en opgenomen in het 1e Verre Oosten Front in Operatie Augustusstorm in augustus 1945. Samen met de commandant van het Front, maarschalk van de Sovjet-Unie Kirill Meretskov, viel hij in hevige regen en zonder artillerievoorbereiding het 3e Japanse leger aan en brak door hun diepteverdediging. Het leger bevrijdde Mulin, Linkou en Mudanjiang.
Voor de overwinning in deze operatie kreeg Krylov, bij decreet van het Presidium van de Opperste Sovjet van 8 september 1945, zijn tweede titel Held van de Sovjet-Unie.

## Na de oorlog
Vanaf oktober 1945 was Krylov plaatsvervangend commandant van het militair district Primorje. 
Vanaf januari 1947 was hij commandant van het militair district Verre Oosten: Sachalin, Kamtsjatka (schiereiland), de Koerilen en kustgebieden van Kraj Primorje. 
In maart 1953 werd dit "eilanddistrict" gereorganiseerd tot een leger, dat werd opgenomen in het nieuwe verenigde militair district Verre Oosten. Krylov voerde ongeveer zes maanden het bevel over dit leger en in september van hetzelfde 1953 werd hij plaatsvervangend commandant van het militair district Verre Oosten. 
Op 18 september 1953 werd hij legergeneraal. 
Sinds januari 1956 was hij commandant van het militair district Wolga-Oeral.
Sinds 1958 was hij commandant van het militair district Leningrad.
Sinds 1960 was hij commandant van het militair district Moskou.

## Strategische raketstrijdkrachten
In maart 1963 werd Krylov opperbevelhebber van de Strategische Raketstrijdkrachten.
De Strategische Raketstrijdkrachten kwamen voort uit de Cubacrisis. Volgens Robert McNamara hadden de Verenigde Staten in 1965 650 ballistische raketten en de Sovjet-Unie 200. Krylov en Michail Jangel bouwden nieuwe raketten en raketsilo’s.
In 1966 bezocht President van Frankrijk Charles de Gaulle samen met Krylov op uitnodiging van Secretaris-generaal van de Communistische Partij van de Sovjet-Unie Leonid Brezjnev de raketdivisie in Novosibirsk en daarna Bajkonoer in Kazachstan. De Gaulle was niet gewaarschuwd en sprak met Brezjnev en Krylov toen 200 m verder plots een intercontinentale raket gelanceerd werd.

De Gaulle: "Hebt u echt dezelfde raket op Parijs gericht?"
Brezjnev: "Maak u geen zorgen. Niet deze."

De Gaulle trok Frankrijk in hetzelfde jaar terug uit de Noord-Atlantische Verdragsorganisatie.
Krylov stierf negen dagen na zijn vriend Matvej Zacharov. De urn met zijn as is bijgezet in de Kremlinmuur-necropolis op het Rode Plein in Moskou.

## Militaire rangen
- majoor 1935
- kolonel 17 februari 1938
- generaal-majoor 27 december 1941
- luitenant-generaal 9 september 1943
- kolonel-generaal 15 juli 1944
- legergeneraal 18 september 1953
- Maarschalk van de Sovjet-Unie 29 april 1962

## Onderscheidingen

### Binnenlandse
- 2 x Held van de Sovjet-Unie 19 april 1945 en 9 augustus 1945
- 4 x Leninorde 8 oktober 1942, 21 februari 1945, 19 april 1945 en 28 maart 1963
- Orde van de Oktoberrevolutie 22 februari 1968
- 4 x Orde van de Rode Banier 10 februari 1942, 4 februari 1943, 3 november 1944 en 20 juni 1949
- Orde van Soevorov 1e klasse 7 april 1944
- Orde van Koetoezov 1e klasse 28 september 1943
- Medaille voor de Overwinning over Duitsland in de Grote Patriottische Oorlog 1941-1945
- Medaille voor de Verdediging van Odessa
- Medaille voor de Verdediging van Sebastopol
- Medaille voor de Verdediging van Stalingrad
- Medaille voor de Verovering van Koningsbergen
- Medaille voor de overwinning op Japan
- Jubileummdaille voor XX Jaar Rode Leger van Arbeiders en Boeren 22 februari 1938
- Jubileummedaille voor 30 jaar Sovjet Leger en Vloot 1948
- Jubileummedaille voor 40 jaar strijdkrachten van de USSR 1958
- Jubileummedaille voor 50 jaar strijdkrachten van de USSR 1968
- Medaille voor de 20e Verjaardag van de Overwinning in de Grote Patriottische Oorlog 1965
- Jubileumsmedaille voor Militaire Dapperheid ingesteld ter herinnering aan de Honderdste Verjaardag van Vladimir Iljitsj Lenin 1970

### Buitenlandse
- Commandeur van het Legioen van Eer (Frankrijk)
- Oorlogskruis (Frankrijk)
- Orde Polonia Restituta 2e klasse (Polen)
- Medaille Wapenbroeders (Polen)
- Medaille voor wapenbroeders (Tsjecho-Slowakije)
- Orde van de Wolk en het Vaandel (China)
- 2 x medaille van Sino-Sovjet vriendschap (China)
- Medaille voor de bevrijding van Korea (Noord-Korea)
- Orde van Suha Bator (Mongolië)

## Nagedachtenis
- Straten in Penza, Odintsovo, Sevastopol, Pervomajsk van de regio Mikolajiv in Oekraïne, evenals in zijn thuisland in het dorp Visjnevoe, zijn genoemd naar maarschalk Krylov en zo ook de Maarschalk Krylovstraat in Wolgograd en Maarschalk Krylovstraat in Kalach-na-Donu.[2]
- In 1951 werd een borstbeeld onthuld in Visjnevoe.
- In Visjnevoe is een museum gewijd aan Krylov. De permanente tentoonstelling van het museum toont persoonlijke bezittingen van Krylov, waaronder een werkuniform met pet en een uitgangsuniform met pet, geschonken door zijn familieleden.
- In Tamala staat een monument voor frontsoldaten met zes borstbeelden van Helden van de Sovjet-Unie waaronder Krylov.
- Een borstbeeld van Krylov staat in de Heldenlaan in het overwinningspark te Saratov met twee andere Helden van de Sovjet-Unie.
- Het Hoger Militair Commando en de Technische School van Charkiv werden naar Krylov genoemd.
- De middelbare school nr. 2 in de Zato Solnetsjny (Oezjoer-4) van het Krasnojarsk-gebied is naar hem genoemd.
- Een gedenkplaat hangt op het gebouw van het voormalige hoofdkwartier van het militair district Moskou Kosmodamianskaja-dijk, gebouw 24, gebouw 1/53.
- Een gedenkplaat ter nagedachtenis aan Krylov werd door het Russisch militair geschiedkundig genootschap geplaatst op de middelbare school nr. 1 in Arkadak.
- Kaap Maarschalk Krylov aan de oceaanzijde van het eiland Oeroep is naar hem genoemd na de expeditie van de Sachalin-tak van het Russisch Aardrijkskundig Genootschap in 2015. [3]

## Oordeel van tijdgenoten
Aleksandr Vasilevski schreef:

Mijn eerste ontmoeting met Krylov was van korte duur, maar ik hoefde toen nooit mijn indruk van hem te heroverwegen. Op de een of andere manier voelde ik meteen dat dit een persoon is die een sterk karakter en een opmerkelijke geest combineert, een onbaatzuchtig persoon, betrouwbaar in de hoogste zin van het woord, op wie je onder alle omstandigheden kan vertrouwen. Toen hoorde ik dat Nikolaj Ivanovitsj ook een buitengewone werkijver bezat - het leek erop dat er geen limiet was aan zijn kracht. Ik herkende ook zijn uitzonderlijke bescheidenheid. Zijn eigen officiële positie maakte hem nooit zoveel uit. Meer dan eens, als hij de kans kreeg om te kiezen, gaf hij er de voorkeur aan om op een lagere post te worden benoemd en stond hij tegelijkertijd altijd klaar om de moeilijkste taak aan te nemen.
De benoeming van V. I. Tsjoejkov als commandant en N. I. Krylov als stafchef rechtvaardigde zichzelf volledig. Ze werkten geweldig. Bovendien introduceerde het hoofdkwartier onder leiding van Krylov buitengewoon veel nieuwe dingen in de praktijk van gevechtsleiding en controle van troepen die vochten in de moeilijkste, vaak volkomen ongebruikelijke omstandigheden.
Hij was een legeraanvoerder wiens talent, militaire kunst, moed en wil om te winnen, getoond op de slagvelden, alle reden geven om hem een commandant te noemen. Deze titel wordt door geen enkele opdracht toegekend en komt niet automatisch bij iemand terecht, samen met de benoeming in een specifieke functie. Alleen militaire aangelegenheden geven er recht op.

Vasili Tsjoejkov schreef:

Met Nikolaj Ivanovitsj Krylov waren we onafscheidelijk gedurende de hele periode van de gevechten in Stalingrad.
Hij was de stafchef van het leger en mijn eerste plaatsvervanger. Gedurende deze hele periode hebben we elkaar goed leren kennen en waren er geen verschillen in onze beoordeling van gebeurtenissen in de moeilijkste situatie. Nikolaj Ivanovitsj wist hoe hij beslissingen moest oppikken en zo duidelijk uitvoeren dat ondergeschikte commandanten en staven in gesprekken met hem altijd de beslissing van de Militaire Raad voelden.
Ik respecteerde en waardeerde vooral de gevechtservaring van Nikolaj Ivanovitsj, die hij opdeed tijdens de verdediging van Odessa en Sebastopol. Zijn kennis van de vijand, zelfs individuele prominente generaals, zijn ervaring met het organiseren van de verdediging in de stad waren van onschatbare waarde in de Slag om Stalingrad.

Ivan Bagramjan schreef:

Het pad van deze goedhartige en absoluut onverstoorbare generaal zou benijd kunnen worden. Hij was stafchef van de legers die heldhaftig Odessa, Sebastopol en Stalingrad verdedigden. Dit feit sprak voor zich. Ik wist dat Krylov zich briljant toonde als commandant, zowel in Operatie Bagration als in de strijd om Oost-Pruisen. Nikolaj Ivanovitsj had geen hogere militaire opleiding, maar zijn scherp operationeel denken en duidelijke vooruitziende blik op onverwachte wendingen in vijandelijkheden zijn gewoonweg verbluffend.

### Boeken
- “Zal nooit vervagen” Militaire uitgeverij, 1969, 312 pagina's.
- “Vurig bastion” Militaire uitgeverij, 1973, 416 pagina's.
- “Grens van Stalingrad” Militaire uitgeverij, 1979, 380 pagina's.[7]

### Artikels
- “Een woord over de verdedigers van Odessa” Tijdschrift voor militaire geschiedenis 1966, Nr. 5, p. 68-77.
- “De nederlaag van de Zemlandse groepering van de vijand” Tijdschrift voor militaire geschiedenis 1972, Nr. 4, p. 52-58.
- “In de Pacifische Divisie” Tijdschrift voor militaire geschiedenis 1976, Nr. 3, p. 66-72.

- Gemeinsame Normdatei: 122421728
- International Standard Name Identifier: 0000 0001 1085 5721
- Library of Congress Control Number: n82230249
- Nationale Bibliotheek van Israël: 987007373469505171
- Nationale Bibliotheek van Polen: a0000002089417
- Nederlandse Thesaurus van Auteursnamen: 069570124
- Virtual International Authority File: 116950034
- WorldCat: E39PBJvmJr7RRDTB8MyY8tXw4q